# 巴迪·梅尔斯
巴迪·梅尔斯（英語：Buddy Myers，1906年5月14日—1967年7月25日），美国音频工程师。他曾因电影勇敢的人提名奥斯卡最佳音响效果奖。自1929年至1967年间，梅尔斯曾参与制作超过100部影片。

## 部分影视作品
- 勇敢的人（英语：The Brave One (1956 film)） (1956)[1]